# 巴特赖兴哈尔
巴特赖兴哈尔（德語：Bad Reichenhall，發音：[baːt ʁaɪçn̩ˈhal] ⓘ）是德国巴伐利亚州上巴伐利亚行政区贝希特斯加登地区县的城市，也是贝希特斯加登地区县的县治，面积41.92平方千米，2023年12月31日人口为19,087人。
巴特赖兴哈尔是一座温泉疗养城市，拥有盐水泉。

## 地理

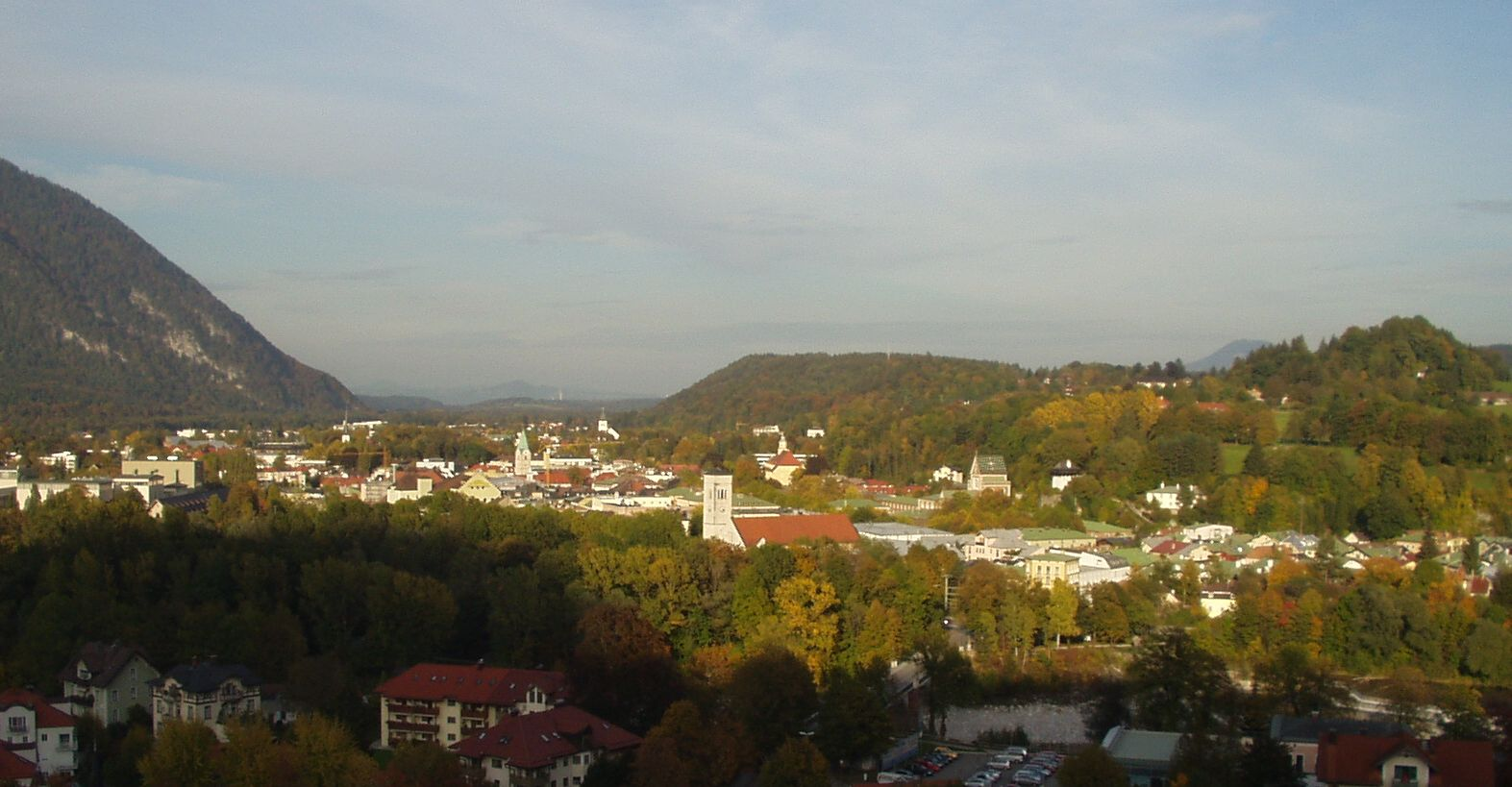
巴特赖兴哈尔

### 地理位置
巴特赖兴哈尔位于薩拉赫河畔的巴特赖兴哈尔谷，四面环山。
在北部的山脉下面经常发生群震。一般它们非常弱，人感受不到，但是偶尔也会达到里氏3.5级。
巴特赖兴哈尔的火车站海拔470米。

### 气候

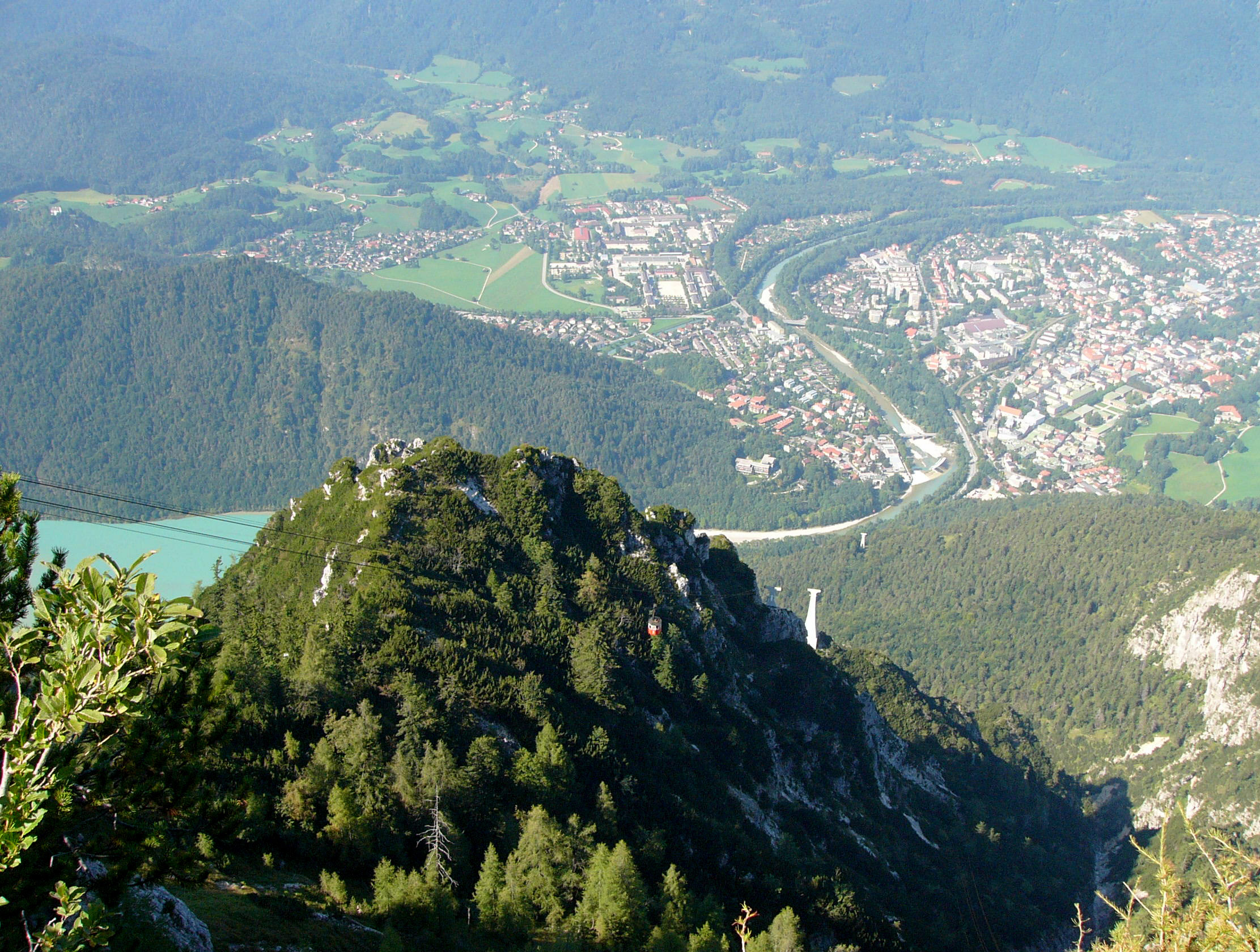
巴特赖兴哈尔

由于它位于薩拉赫河的河谷上，虽然它在阿尔卑斯山脉里，它的气候比较温和。它因此有“北方梅拉诺”的称呼。按照柯本气候分类法巴特赖兴哈尔属于海洋性气候，其平均年降水量为1675毫米，年平均气温为摄氏8.5度。

### 周边市镇
巴特赖兴哈尔西北与特劳恩施泰因县的因采尔接壤，在东北是同县的皮丁，东南是同县的巴伐利亚格迈恩，在西部是同县的施奈茨尔罗伊特，在东部是奥地利萨尔茨堡州瓦尔斯-锡岑海姆，在南部是奥地利的大格迈恩。

### 市辖区
巴特赖兴哈尔分五个区，在做统计的时候包括市中心在内分九个统计市辖区。
市的总面积为3944公顷，其中568公顷是居民和交通面积、2286公顷是林地、588公顷是农业面积、171公顷市水域面积和35公顷是休闲面积。

## 历史

### 早期历史、罗马帝国时代和最早的盐加工
在当地的考古发掘表明在钟形杯文化时期（前2600年—2300年）在这里就已经有一个固定的居民点和通往远处的贸易道路了。在骨灰瓮文化时代（前1600年—750年）遗留下大量遗迹，证明当时当地的固定居民点和贸易道路。在拉登文化时期（前450年—15年）这里有一个凯尔特人的宗教仪式中心和一个硬币铸造厂。凯尔特人已经拥有很高明的采盐技术。
在罗马帝国时代（前15年—480年）遗留下非常豪华的庄园遗迹，当时当地属于罗马诺里库姆行省。在墨洛溫王朝时代（480年—700年）留下了许多当地人的墓。
至今为止在罗马时代之前产盐有多么长的历史不明。前15年罗马人到达之前这里顶多有过一个对当地有重要性的盐矿。罗马人加强了盐的生产，把它建设成整个阿尔卑斯山脉地区最有效的盐矿。当地自然从地下冒出来的咸泉水被装盛起来在陶制的炉子里蒸发提炼。

### 哈尔伯爵领地和哈尔市
从约700年开始该地叫做“哈尔”（Hal），其可能源于古高地德语单词“hal”、“halla”，意为“盐矿”、“盐水”。
巴伐利亚公爵特奥多二世把盐矿的三分之一赠送给第一名萨尔茨堡主教和后来被提升为圣人的鲁珀特。在此后的约500年里哈尔成为萨尔茨堡主教最重要的经济地点。由于哈尔的盐的贸易在公元1000年前就形成的商路是德国南部和波希米亚最重要的商路。
约1070年，哈尔形成了一个自己的伯爵领地，这个伯爵领地专门组织和监督盐的贸易。1169年，该伯爵家族的最后一名伯爵逝世，他的儿子则进了一个修道院。因此狮子亨利公爵自领该伯爵领地以及南德盐贸易的主要收入。
1144年的一份文献上首次提到当地有一座城堡，1159年出现了“civitas”的称呼，从1285年开始称为“stat”。2009年，巴特赖兴哈尔市以1159年首次出现“civitas”的称呼为由，庆祝城市建立850周年。

### “盐混乱”的后果

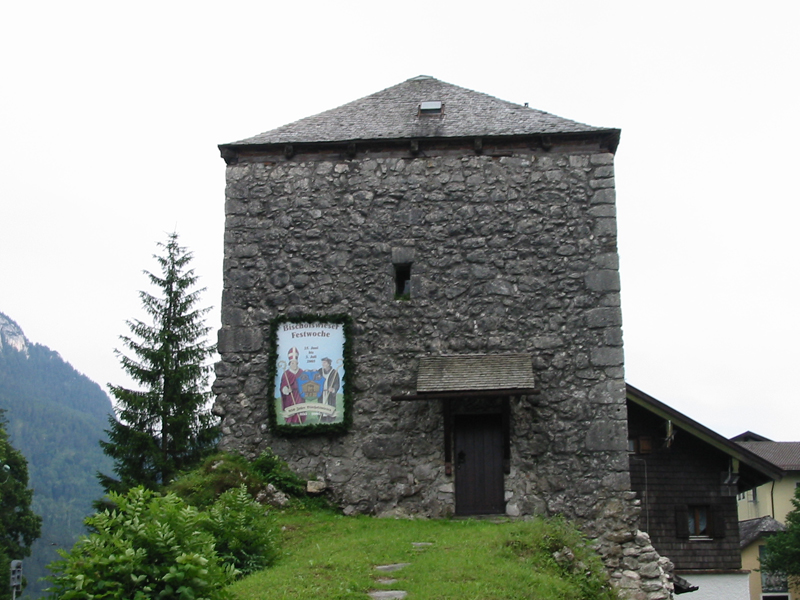
1193年哈尔来的袭击后1194年建造的把守山口的防御装置的一部分

在中世纪除萨尔茨堡大主教外哈尔的居民和当地的一座修道院也是盐矿和炼盐炉的拥有者。
1190年神圣罗马帝国皇帝腓特烈一世逝世后，哈尔和贝希特斯加登修道院领地之间发生冲突，这场冲突持续了数十年，被称为“盐混乱”。其原因是皇帝允许的在贝希特斯加登的采盐。萨尔茨堡大主教把它看作是与迪恩贝格和当时还部分属于萨尔茨堡的哈尔的盐矿的竞争。皇帝死后不久庫赫爾的居民攻入薩爾察赫河谷，摧毁和霸占当地的盐矿和仓库。腓特烈的继承人亨利六世虽然威胁萨尔茨堡后果严重，但是1193年哈尔来的武装人员就通过山口又闯入贝希特斯加登的地面，他们把盐矿的入口封住并破坏了炼盐的炉。此外哈尔拒绝向修道院付它的泉水的费用。修道院院长在罗马向教宗雷定三世申诉并，教宗严厉警告大主教并勒令他完全赔偿修道院的损失。
三年后1196年因为哈尔没有交十一奉獻萨尔茨堡大主教派兵惩罚哈尔，城市几乎完全被毁，只有当地的修道院被免。后来建造的城市比原来的小，并获得了一座保护的城墙，萨尔茨堡为了控制当地建造了一座城堡。城墙今天部分遗留下来，城堡已经不存在了。迪恩贝格的盐矿重新被发现后从1198年开始哈萊因提取当地采的盐水，由于哈尔的盐矿完全被摧毁了哈莱因称为盐贸易的主要地点。
1218年，当地的伯爵在十字军东征逝世后对哈尔的控制越来越加强的巴伐利亚公爵和萨尔茨堡就他的遗产发生争执。在雷根斯堡主教和普法尔茨伯爵的调停下哈尔和附近的财产被分割。后来的一个协议（1228年7月11日）一部分原来划给巴伐利亚的地方被分给萨尔茨堡。

### 命名和巴伐利亚公爵的投资
1323年赖兴哈尔这个名称首次出现。

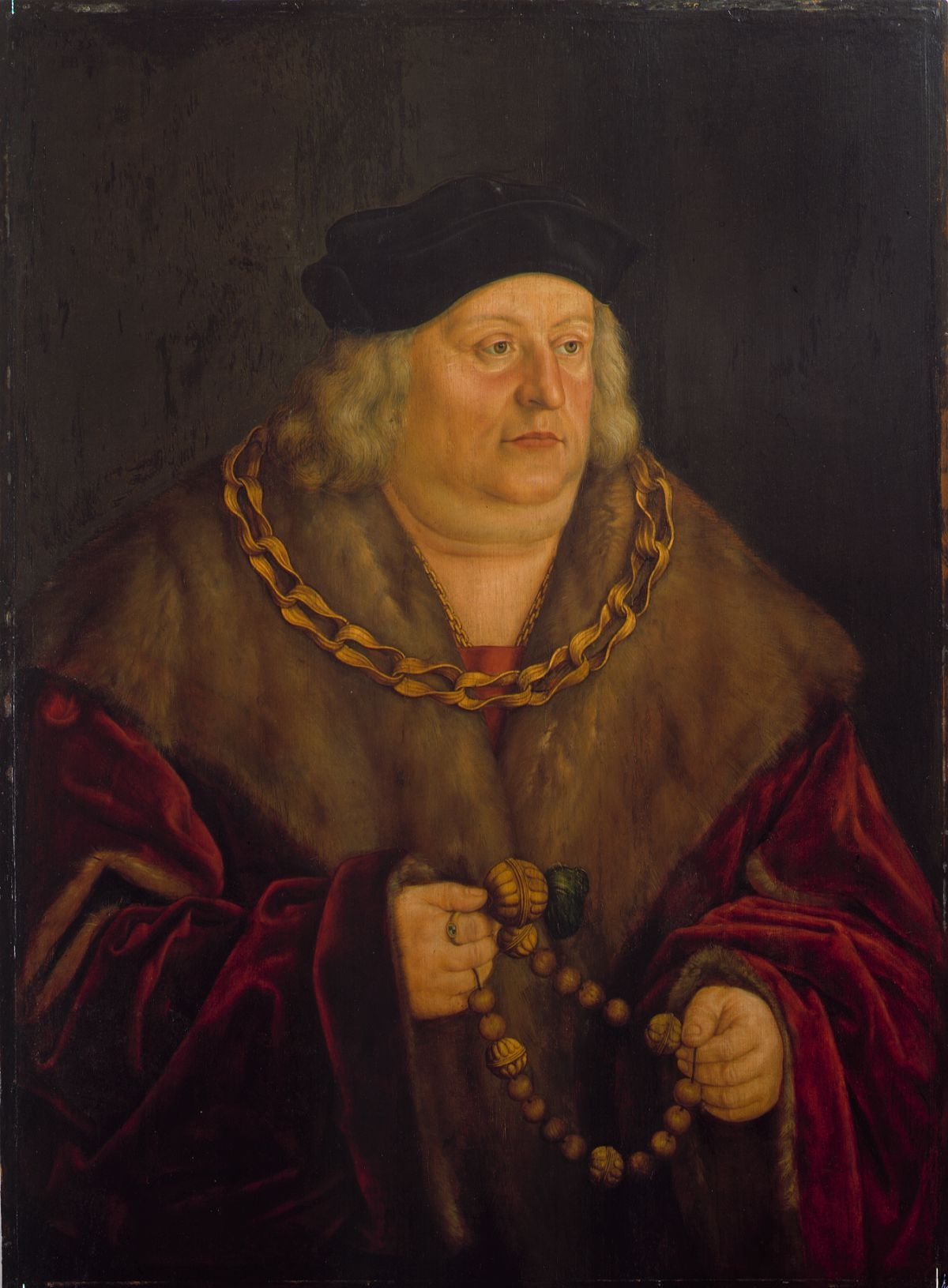
1493年维特尔斯巴赫王朝的阿尔布雷希特四世获取巴德赖兴哈尔的盐矿

中世紀後期赖兴哈尔盐矿的处境日益不良，因为淡水入侵使得盐水的成分降低。但是盐矿的主人没有钱来投资。从1493年开始维特尔斯巴赫王朝的阿尔布雷希特四世逐渐把市民拥有的盐矿部分也买下来。随着维特尔斯巴赫王朝对盐矿的掌握不断扩大盐矿也不断改善，技术日益先进。所有盐矿的井全部被集中到一个中央的井，这个井是唯一提取盐水的。1524年建造的一根隧道把淡水引走。这条隧道至今为止依然在城市下面14米的深处把淡水引入薩拉赫河。
1512年，修道院发生大火，由于盐矿的文献馆在修道院里，因此1512年以前的盐矿文献全部被消灭了。
1515年，由于纵火造成的大火使得市内约200人丧身。
1529年的《林书》规定有持续性地经营当地的森林来保证盐矿用木材不被耗尽。早在1509年当地就设立了中欧最早的林业管理人之一。

### 巴伐利亚公爵国有垄断和损失

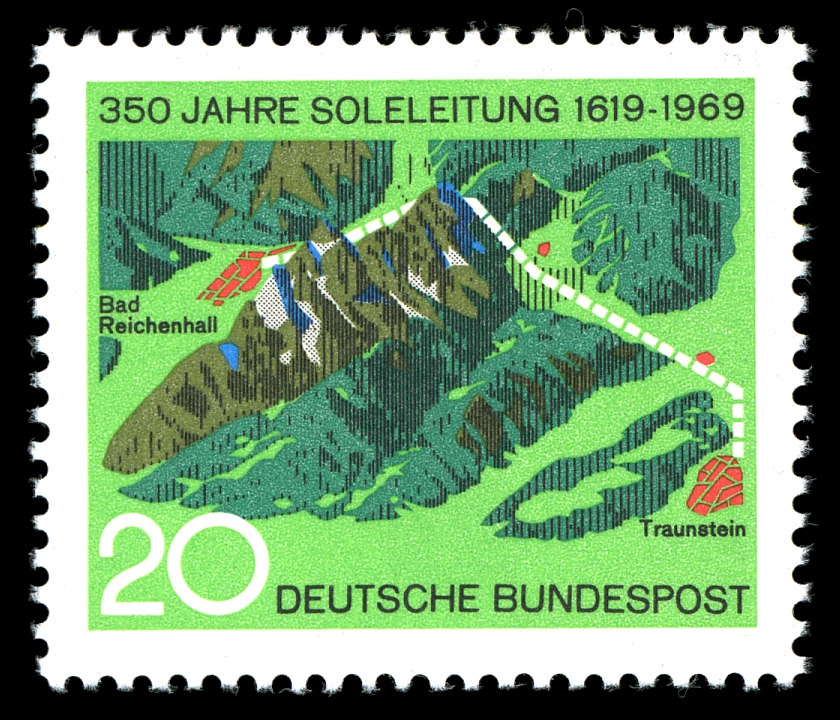
1969年德国邮票：盐水渠350周年

1619年只有修道院的盐矿不属于巴伐利亚公国。当地的盐产基本上已经被国家垄断了并成为巴伐利亚最重要的经济支柱之一，它为公国带来了巨大的税收。
1617年—1619年建造的盐水渠把提炼盐水的事物转移到同时在特勞恩施泰因，这样巴伐利亚的经济重点从赖兴哈尔转移。
由于赖兴哈尔的盐水质量问题非常严重因此公国决定对它进行彻底改进。1782年—1784年，整个提炼盐水的装置重新建造，新装置的热利用效率提高。由于这个改进，尤其是节省的木材整个改进花费的十万盾很快就被挣回来了。

### 巴伐利亚王国时期
1808年—1810年，本来到达特勞恩施泰因的盐水渠被延长到罗森海姆，使得赖兴哈尔获得了更多竞争者。1810年，本来独立的贝希特斯加登修道院领地被并入巴伐利亚王国，1817年29千米长的盐水渠被从贝希特斯加登盐矿延长到赖兴哈尔。今天在巴特赖兴哈尔加工的盐水中三分之二依然来自这个盐水渠。

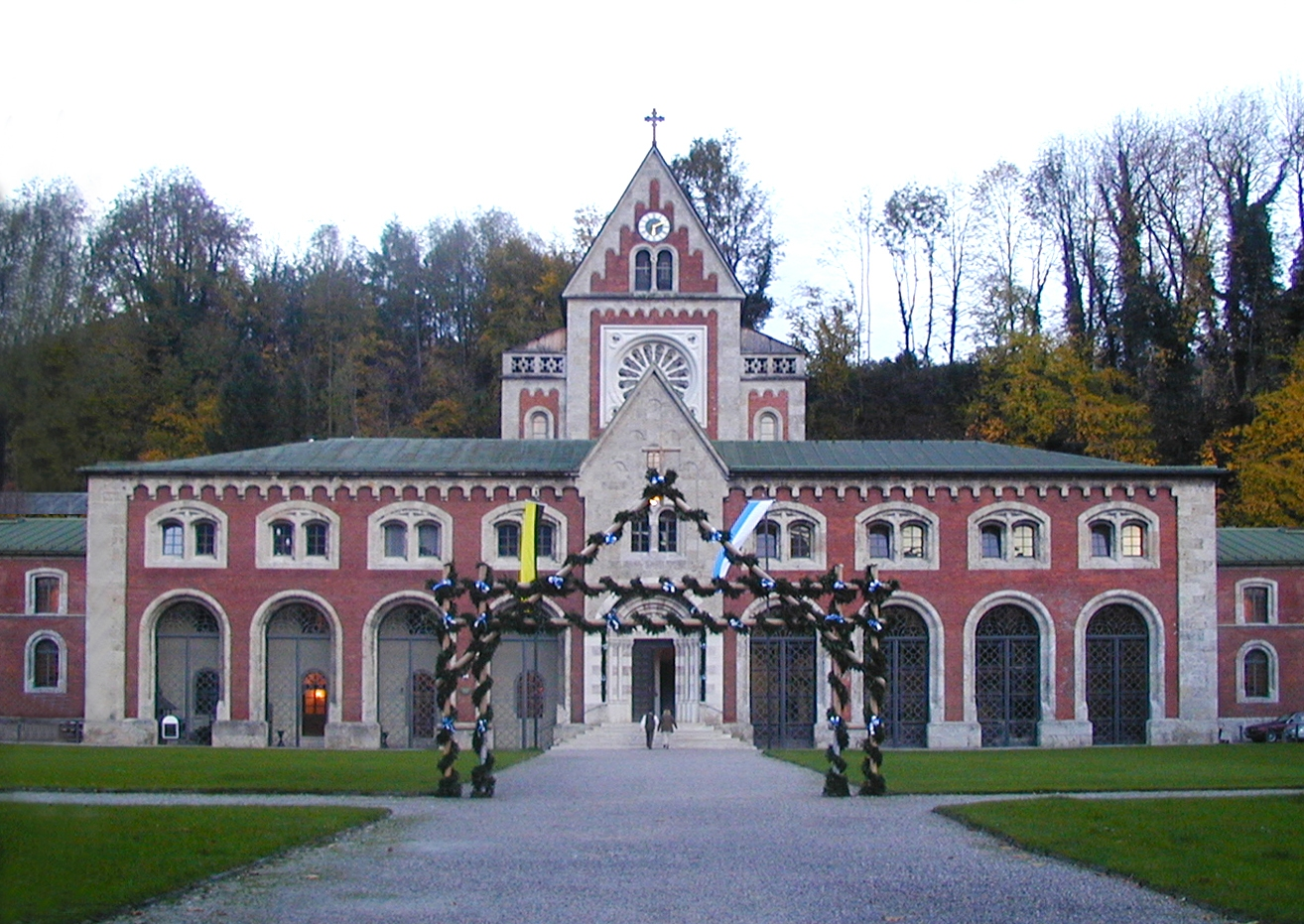
旧盐矿

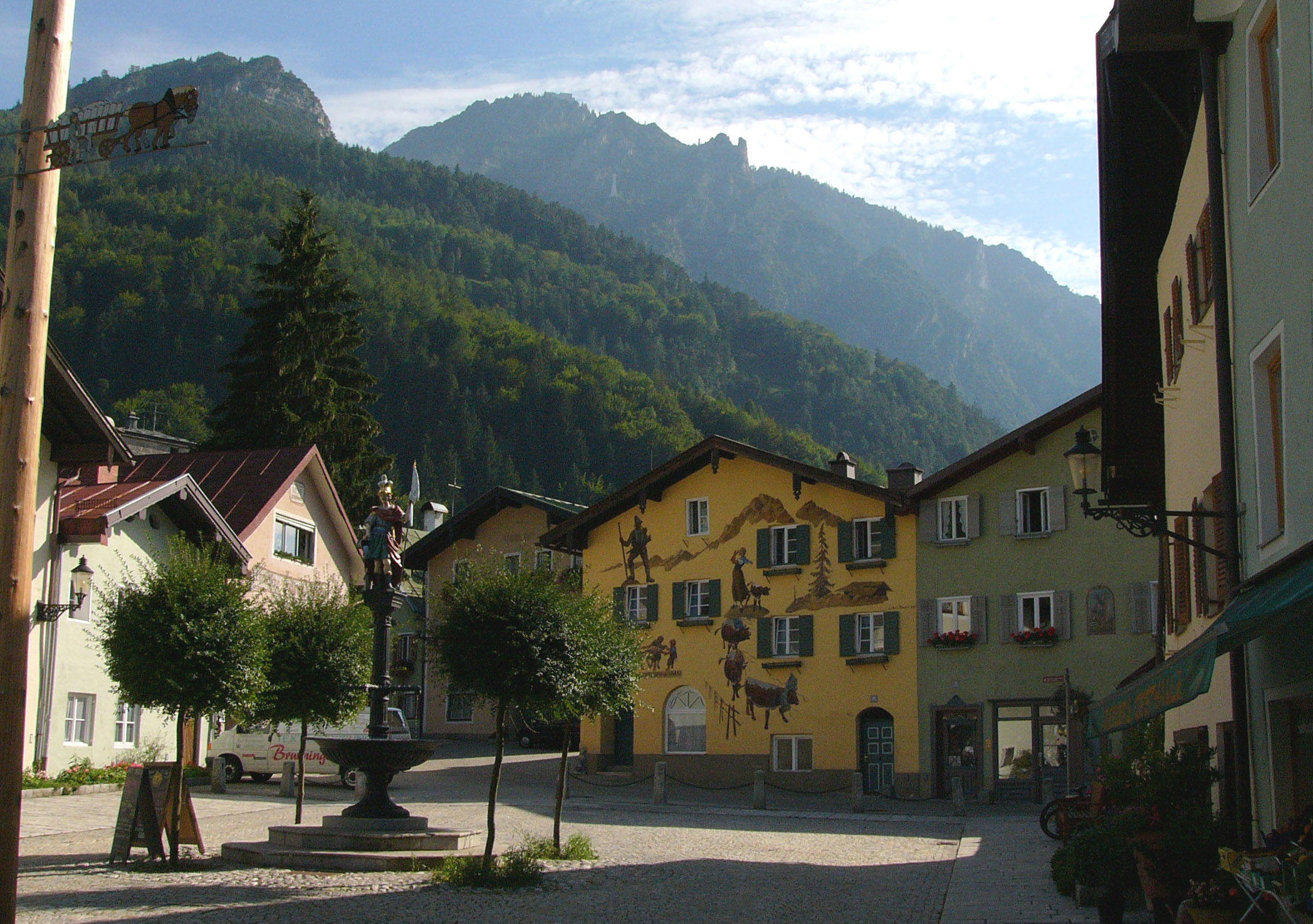
弗洛里安广场

1834年在赖兴哈尔盐矿的一把扫帚被一个炉子点燃造成了一个小火灾，由于当时正好有一个慕尼黑来的政府委员会来访，为了不打搅这个委员会盐矿决定先不灭火，结果导致的大火灾摧毁了城市大部分地方。此外火灾把文献馆里城市历史和地形的文献焚毁。路德维希一世国王下令重建盐矿。1840年新盐矿完工。这座现在被称为“老盐矿”的建筑至1926年被使用，今天它是工業遺產，可以参观。1885年居民感谢没有在火灾中受损在弗洛里安广场上建造了弗洛里安井。
1846年开始，城市成为一个疗养地。1890年6月7日开始，根据巴伐利亚亲王的命令，城市可以使用“巴特”（浴场）这个前缀。九年后，它成为巴伐利亚王家国有疗养地。

### 纳粹时期
1930年代里，一座帝国元首親衛隊学校在巴特赖兴哈尔成立。与其它的帝国元首学校一样，其目的在于培养纳粹党的下代骨干。
阿道夫·希特勒的夏宫在贝希特斯加登，因此在当地需要建造一座新的机场。本来打算扩建巴特赖兴哈尔原有的机场，但是1934年1月21日开放的新机场则位于艾恩灵。
按照纳粹主义的军国政策1934年巴特赖兴哈尔又成为兵营城市。为此在城市的西侧建造了一座新的兵营。今天这座兵营依然存在，而且在建筑上几乎没有任何改变。
1945年4月25日，盟军轰炸巴特赖兴哈尔，市中心有198人丧身，而兵营和里面的许多战线医院则几乎没有受到任何破坏。

### 战后时期
1945年，第二次世界大战结束后巴特赖兴哈尔属于美国占领区。美国军政府在不再被使用的兵营里设立了一个流民营。
1933年，授予保罗·冯·兴登堡以及其他著名纳粹要人阿道夫·希特勒和恩斯特·罗姆等人的荣誉市民荣誉被于1946年1月4日撤销。
1955年，巴伐利亚的第一座赌场在巴特赖兴哈尔开设。
1958年，德國聯邦國防軍成立三年后，一支山地野战军又入驻巴特赖兴哈尔的兵营。1966年6月13日该兵营被以一名原德意志國防軍将军和反犹太人士命名。此举遭到许多抗议。2012年8月1日兵营更名。

### 行政区划改革和私有化

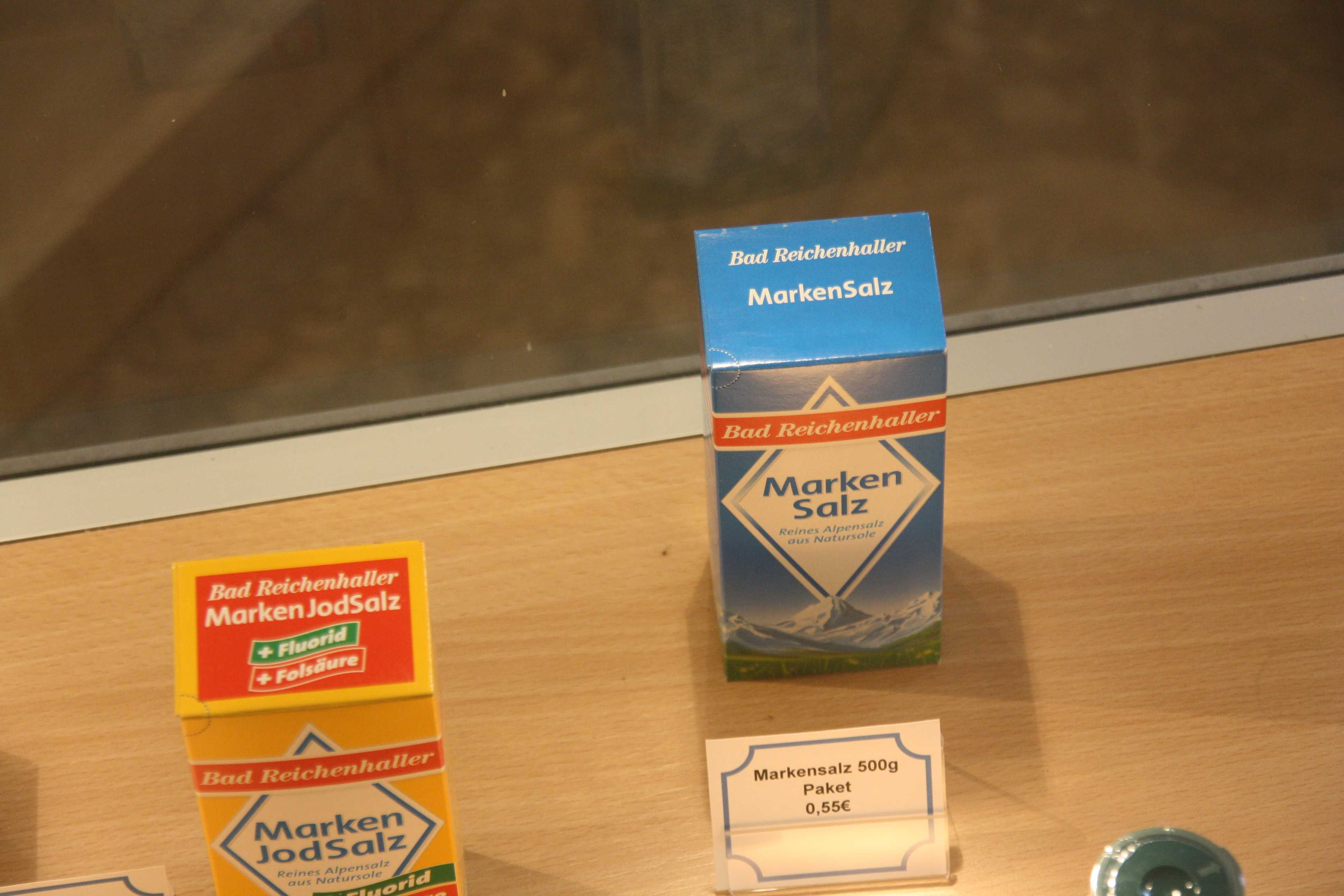
巴德赖兴哈尔名牌盐

在1972年7月1日的巴伐利亚行政区划改革中，贝希特斯加登县、劳芬县的南部和巴特赖兴哈尔市被合并为巴特赖兴哈尔县。1973年5月1日，该县获得了它今天的名字——贝希特斯加登地区县。巴特赖兴哈尔成为其县治。在1978年5月1日的行政区划改革中，两个市镇被并入巴特赖兴哈尔。
1997年，国有疗养院被私有化，国家的疗养管理被撤销，一个公司成立。
2001年，巴特赖兴哈尔被评为“年度阿尔卑斯山城”，几年后又荣获“阿尔卑斯山明珠”。

### 溜冰厅的倒塌
2006年1月2日，巴特赖兴哈尔的溜冰厅倒塌，造成15人死亡，其中12名青少年，34人受伤，其中有些受重伤。在一次公民公投中，53%的选民决定在原来的溜冰厅上建造一座新的溜冰和游泳厅。市政府则计划建造一座旅游学校。出于造价原因，市政府决定忽视共投的结果还是决定造学校。

### 盐的重要性
盐在巴特赖兴哈尔依然有很大的重要性。它的众多盐泉使得它成为一个有名的疗养地。巴德赖兴哈尔盐矿的名牌盐在全德国和世界许多地方出售。

### 人口发展
近年来巴特赖兴哈尔的人口数又开始持续但是缓慢地增长，出生率也少许提高。市内居民的平均年龄是48.8岁，在德国是属于最高的。2004年市内有18,350名居民。由于联邦国防军计划提高在当地驻兵的数量因此市民数在近期估计会上升到两万以上。
| 官方居民数                                                        | 17,513 |
| 居民总数 1)                                                       | 17,963 |
| 男子                                                              | 8,313  |
| 女子                                                              | 9,650  |
| 第二住宅                                                          | 993    |
| 1) 这个数字是按照居民居从2011年1月1日以来不断添加或者减少算出来的 |        |

### 地理和社会文化学属从
早在巴伐利亚公国时期巴特赖兴哈尔在今天的贝希特斯加登地区县地区就已经拥有特殊的社会文化学意义。

## 宗教
在1987年5月25日的人口普查中当时巴特赖兴哈尔的16,342名居民中11,790（72.1%）人是天主教，3,311（20.3%）人是新教，其他1,241人（7.6%）是其它宗教或者没有宗教（其中12人信奉犹太教、364人信奉其它基督教宗教、865人没有宗教）。也就是说1987年92%以上的居民信奉基督教。
巴特赖兴哈尔有三个天主教牧区。新教有一个路德派的牧区和两个自由教会的牧区。
此外在巴特赖兴哈尔还有耶和華見證人和新使徒教会。
佛教淨土真宗在德国的总部和庙宇在巴德赖兴哈尔。

## 政治

### 市议会

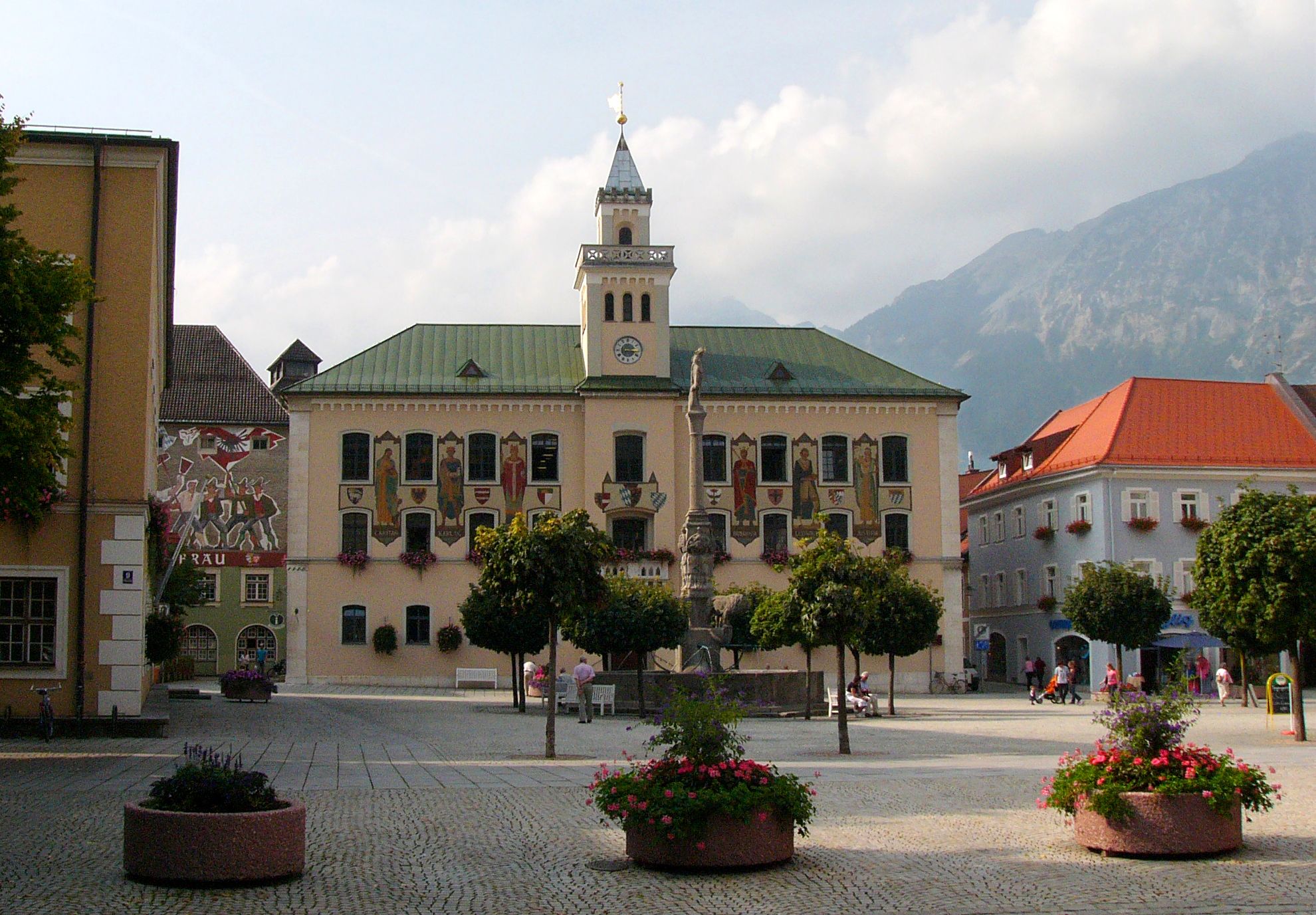
巴德赖兴哈尔市政厅

巴特赖兴哈尔市议会有24个席位和市长。2008年3月2日巴伐利亚地方选举后席位分布为：
| 拜仁基督教社会联盟： | 11席（包括市长） |
| 巴伐利亚自由选民：   | 6席              |
| 德国绿党：           | 4席              |
| 德国社会民主党：     | 3席              |
| 德国自由民主党：     | 1席              |

### 市长
2006年3月26日在第二轮投票中基民联的选手击败了从1988年上任的自由选民市长，于2006年5月1日上任。在2012年3月11日的选举中他再次在第二轮投票中获胜连任。
2013年5月巴特赖兴哈尔市议会在一次秘密会议上决定市长没有工作能力。当任市长从他2012年被重选后就患倦怠。他的职责始终由他的代理从事。

### 市徽
徽章分两半，左半的底色是银色的，右半的底色是金色的。左半是蓝色的菱形排列，右半是红色舌头和红爪的黑豹。
银色和蓝色的菱形图形表示它属于维特尔斯巴赫王朝的权力地区。不过这个图案最早是博根伯爵的徽章图案，维特尔斯巴赫王朝后来沿用。豹来自斯蓬海姆家族的徽章。这个市徽与下巴伐利亚的主权标志一样，巴德赖兴哈尔曾经从1255年至1506年属于下巴伐利亚。
最早所知的印章是13世纪的羔羊頌。估计在同一世纪在城市建立的时候就已经使用菱形图案和豹作为市徽了。
从1929年开始这个市徽正式被官方认可。

### 选区
在联邦选举中巴特赖兴哈尔属于特劳恩施泰因选区，在州议会选举中它属于贝希特斯加登选区。

## 文化和名胜

### 交响乐团
巴特赖兴哈尔交响乐团1858年首次被提到。1868年正式成立。它终年演出。

### 博物馆
- 家乡博物馆
- 盐博物馆
- 狂欢节博物馆

### 建筑物

#### 民间建筑

##### 疗养、健康和旅游
- 1900年建造的王家疗养院
- 1928年建造的国有市有疗养院
- 1910年建造的疗养公园里的采盐建筑

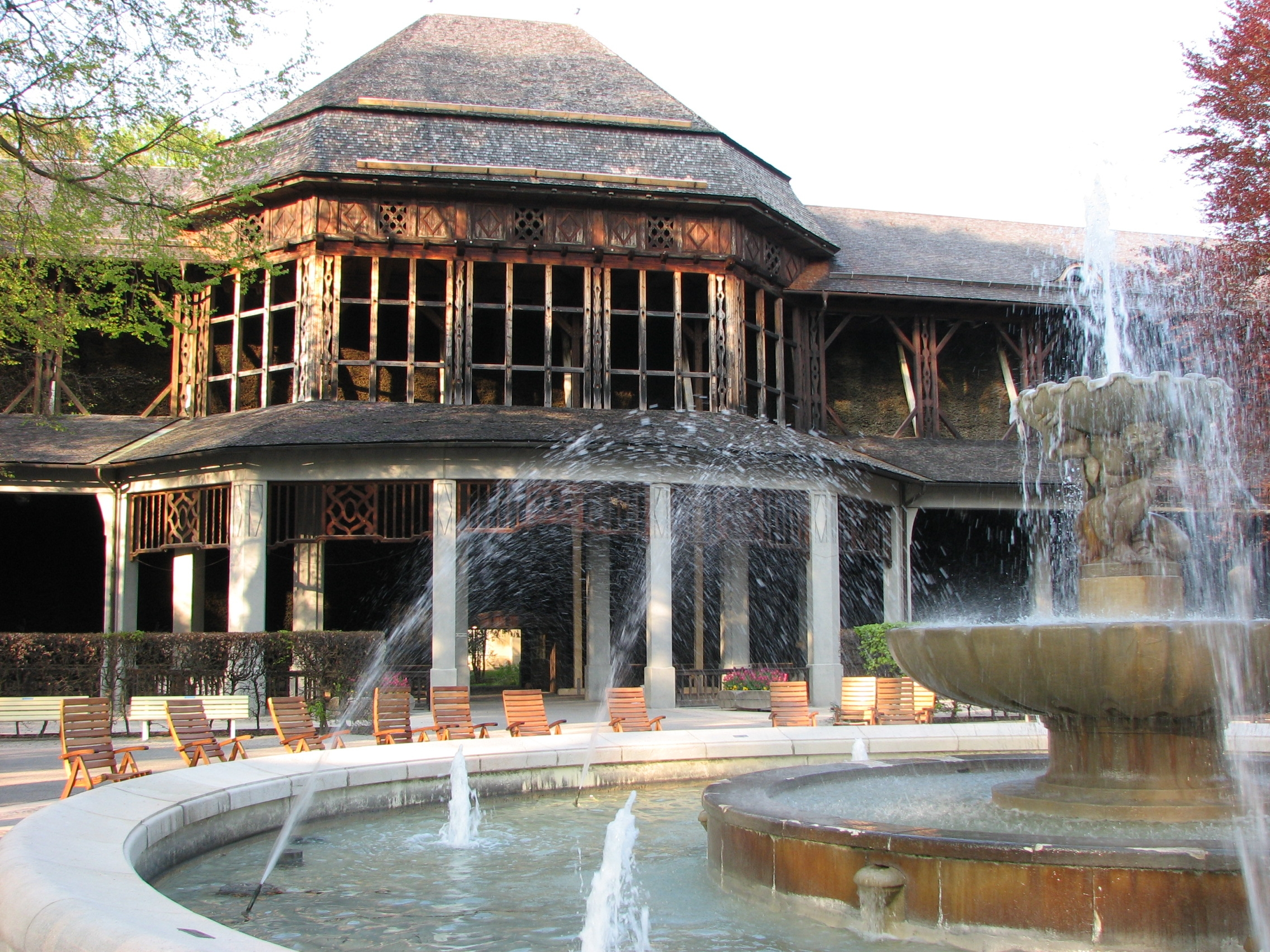
疗养公园

- 1909/10年建造的大酒店
- 1928年建造的普雷迪希施图尔山缆车

##### 工业纪念碑
- 1840年至1851年建的老盐矿
- 15世纪的盐主楼
- 盐水渠
- 1914年建造的发电厂

##### 其它
- 1849年造的老市政厅
- 上城
- 中世纪城堡
- 1527年建造的宫殿
- 12世纪的城堡遗址

#### 教堂

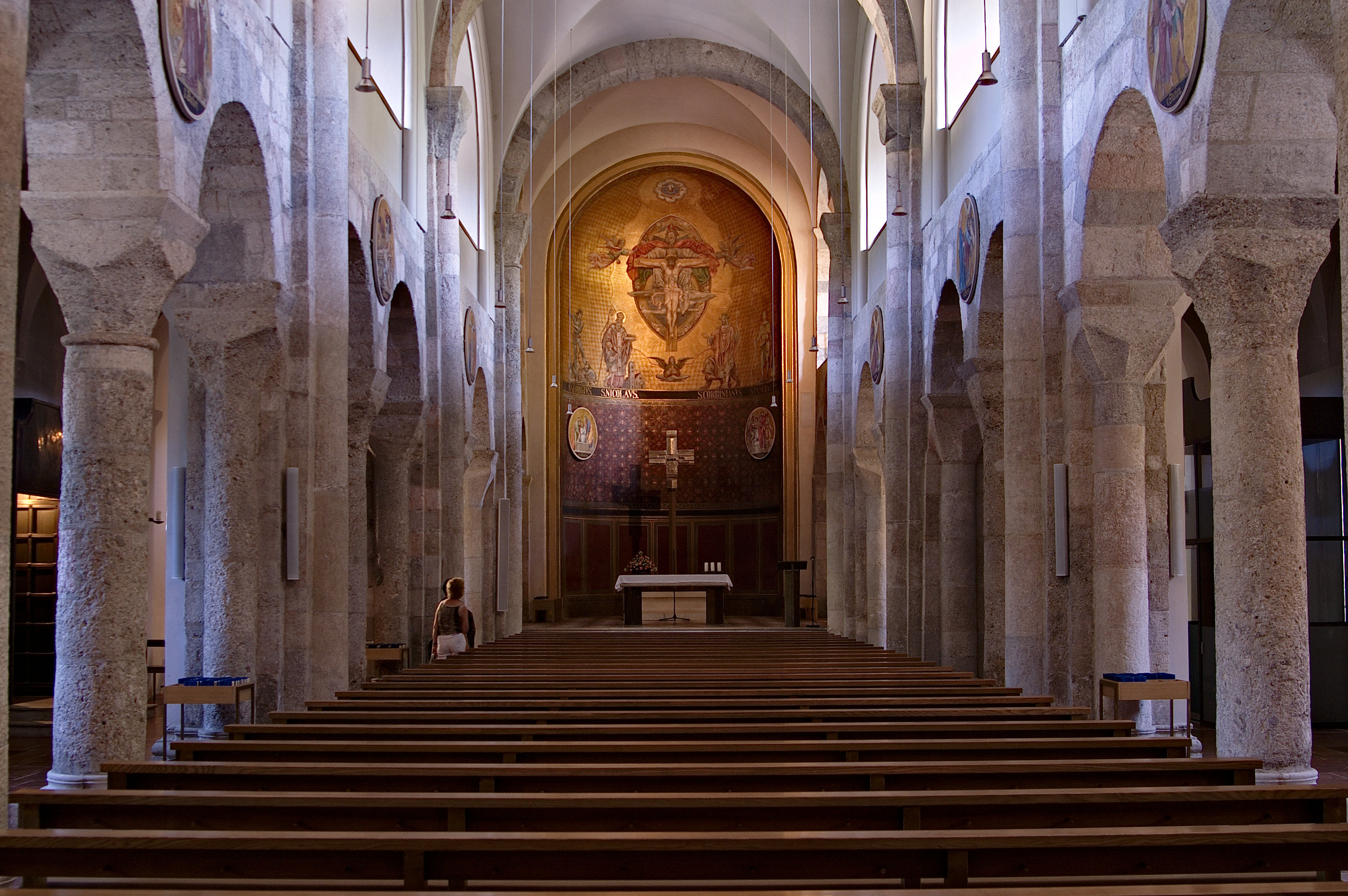
圣尼古拉教堂内部

- 圣尼古拉教堂建于12世纪后半叶
- 原修道院教堂
- 圣约翰内斯医院教堂，8世纪就已经有记载

等等

### 公园
王家疗养公园面积四公顷，里面有一些有名的古建筑。
奥特瑙公园纪念一名到1938年为止在当地工作的犹太医生。
市内还有三个其它的公园。

### 体育和体育俱乐部
2005年6月12日首次举办的贝希特斯加登地区县自行车马拉松以巴德赖兴哈尔为起点和终点。

## 经济和基础设施

### 旅游业
巴特赖兴哈尔对旅游业和疗养的依靠非常强烈。近年来该市也尽量发展可持续性旅游业。

### 其它经济部门

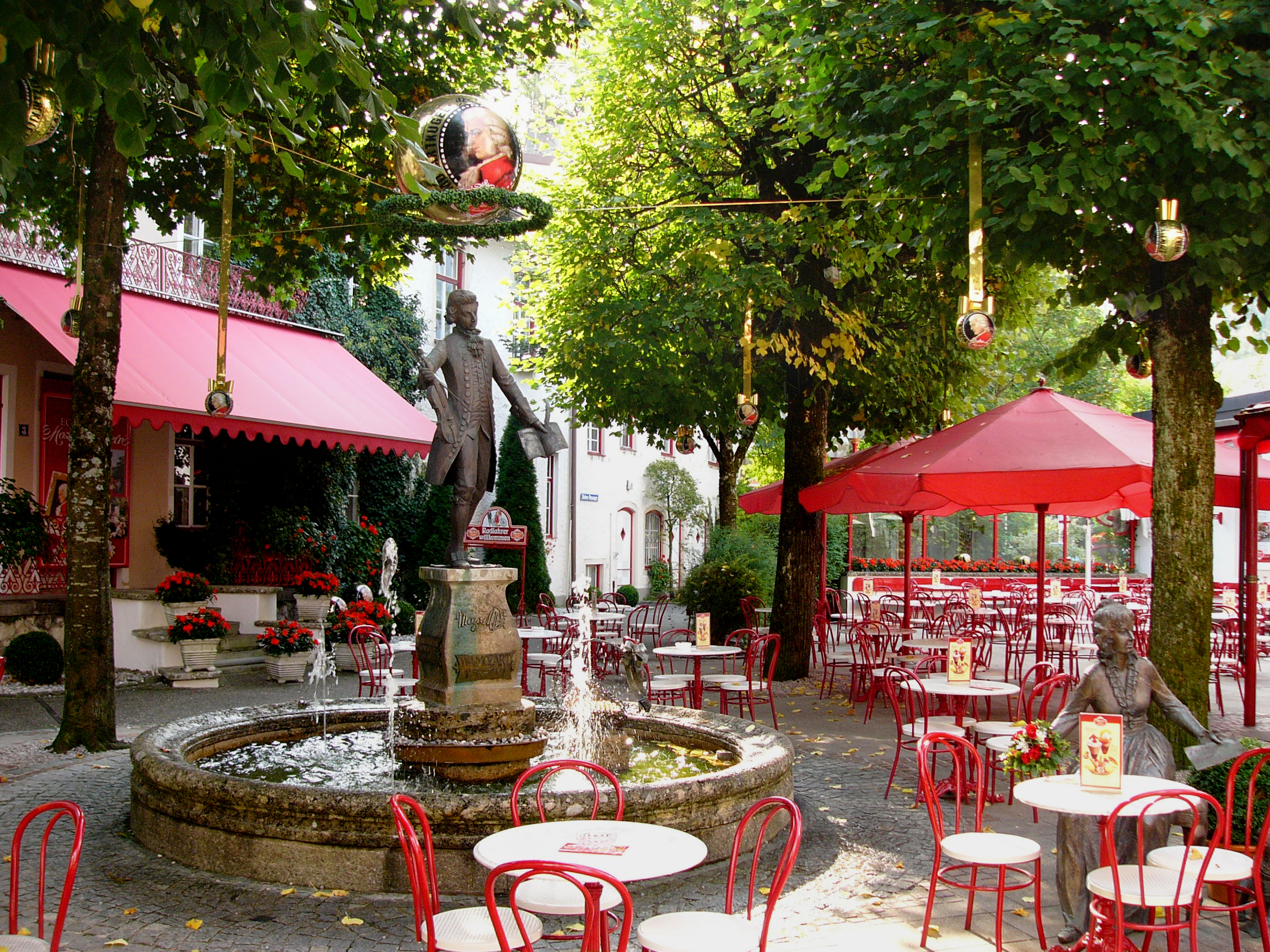
咖啡馆

赖兴哈尔名牌盐在德国有名。它是从巴特赖兴哈尔的盐水里提炼出来的。莫札特巧克力最大的生产商位于巴特赖兴哈尔。从1934年开始驻扎在巴特赖兴哈尔的山地野战军也是一个重要的经济因素。

### 交通
随着欧洲内部边界不断消失和欧洲地区的形成巴特赖兴哈尔越来越靠近仅仅数千米远的萨尔茨堡。巴特赖兴哈尔的两个火车站每小时都有在贝希特斯加登和萨尔茨堡之间来回的火车停。市内和去往邻近城镇有公共汽车交通。
德国联邦公路20号和21号环绕巴特赖兴哈尔。
德国8号高速公路经过一个市辖区。

### 媒体
《赖兴哈尔日报》成立于1840年，从1970年代初开始是《特劳恩施泰因日报》的一部份。
《贝希特斯加登周报》是一份在整个县发行的报纸，也在巴德赖兴哈尔传播。其发行量为3.72万份。
从1967年开始巴特赖兴哈尔的电台转播巴伐利亚广播公司的节目。
此外从2009年1月开始在巴特赖兴哈尔可以收到从弗赖拉辛播放的巴伐利亚东南波。

### 教育
市内有一座文科中学和一座天主教慕尼黑-弗赖辛总教区办的女子中学。此外还有一座中学、一座特殊教育中心、一座蒙台梭利学校和三座小学。
其它教育设施有县医院的护士职业学校、市立音乐学校、市立人民高校和一座旅店职业学校。
计划从2009年开始在原来的溜冰和游泳厅的地方建造一座旅店管理职业学校，但是至今为止这个计划还没有实现。从2008年开始该学校就已经开始在零时房屋内授课。

## 其它
除了在上面历史章节里已经提到的火灾外在1209年、1265年、1353年、1415年、1424年和1448年也发生巨大的火灾，大多数这些火灾是与盐矿有关的。
1982年11月22日一辆油罐车发生车祸导致了一场巨大火灾。2007年4月13日发生的山林火灾在11天后才被扑灭，其中有三天当地发出灾害警报。共12架直升飞机参加救火，没有人伤亡。
1999年11月1日一名16岁的少年从父母的房子的窗户向外随意射击，杀害了三个人。此前他射杀了他18岁的姐姐，此后他自杀。
2008年9月市议会决绝了一个在山顶上建造一座50多米高的基督像的设计。

## 名人
- 莫里茨·冯·施温德，奥地利画家